# Baljci (Republika Serbska)
Baljci (cyr. Баљци) – wieś w Bośni i Hercegowinie, w Republice Serbskiej, w gminie Bileća. W 2013 roku liczyła 293 mieszkańców.